# Dictionnaire historique et critique

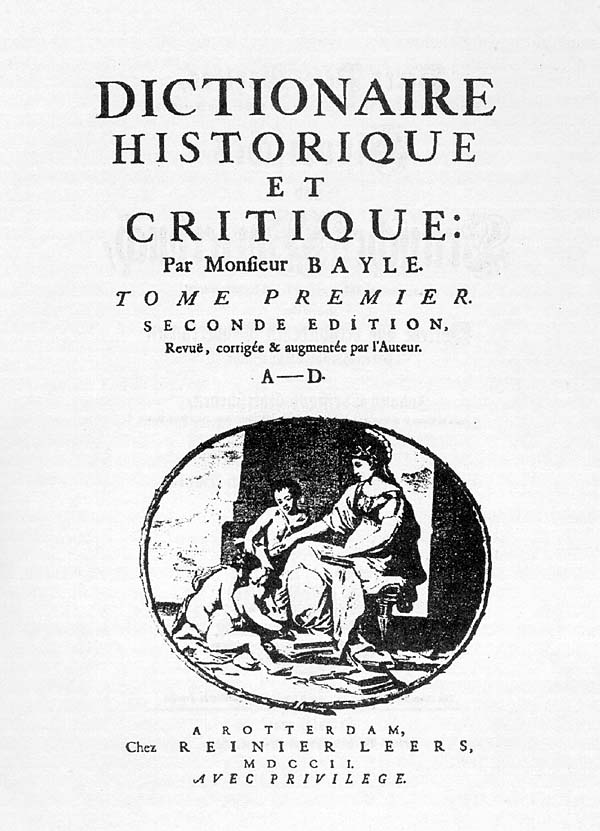

Dictionnaire historique et critique (pol. „Słownik historyczno-krytyczny”) – wydawnictwo encyklopedyczne, które było rodzajem połączenia encyklopedii z tematycznym leksykonem stworzony przez francuskiego filozofa i pisarza Pierre’a Bayle’a.
Słownik ten ukazał się po raz pierwszy drukiem w dwóch tomach w roku
1697. Jego punktem wyjścia był Le grand dictionaire historique Louisa Morériego wydany w 1674 r.
Dalsze wydania ukazały się w roku 1702 (3 tomy), wydanie Adrien-Jean-Quentin Beuchota z lat 1820–1824 (16 tomów).

## Wydanie polskie
- Pierre  Bayle, Słownik historyczny i krytyczny. Wybór, przeł. Translatorium Instytutu Filozofii UMK pod kierunkiem Kingi Kaśkiewicz i Adama Grzelińskiego, wstęp i opracowanie: Kinga Kaśkiewicz i Adam Grzeliński, Wydawnictwo Naukowe UMK, Toruń 2014.
- Pierre  Bayle, Słownik historyczny i krytyczny. Wybór II, przeł. Translatorium Instytutu Filozofii UMK, redakcja naukowa Adam Grzeliński, Kinga Kaśkiewicz, Anan Markwart, wprowadzenie Adam Grzeliński, Wydawnictwo Naukowe UMK, Toruń 2021.